# Stipa kirghisorum
Stipa kirghisorum là một loài thực vật có hoa trong họ Hòa thảo. Loài này được P.A.Smirn. miêu tả khoa học đầu tiên năm 1925.